# Oerlenbach
Oerlenbach är en kommun och ort i Landkreis Bad Kissingen i Regierungsbezirk Unterfranken i förbundslandet Bayern i Tyskland.